# Sergeant Berry
Sergeant Berry ist ein deutscher Kriminalfilm von Herbert Selpin aus dem Jahr 1938 mit Hans Albers in der Hauptrolle.

## Handlung
Chicago, in den Wilden 30er Jahren. Sergeant Mecki Berry versieht bisher seinen Dienst mehr schlecht als recht, zeigt er doch wenig Ehrgeiz bei der Gangsterjagd, obwohl es in dieser Stadt diesbezüglich mehr als genug zu tun gäbe. Mehr zufällig als gewollt gerät er dem berüchtigten Gangsterboss Duffy in die Quere und erschießt diesen unabsichtlich. In Windeseile spricht sich diese „Großtat“ überall herum, und Sergeant Berry wird von Presse und Rundfunk flugs zum neuen Helden Chicagos ausgerufen.
Sein Chef, Oberst Turner, befördert ihn zum Inspektor, und man erwartet auch zukünftig weitere „Glanztaten“ von ihm. Daher schickt sein Vorgesetzter ihn an die amerikanisch-mexikanische Grenze, um dort mit weiteren Großgangstern „aufzuräumen“, die sich dem lukrativen Drogenhandel und -schmuggel verschrieben haben. Sehr unwillig gehorcht Berry dem Befehl „von oben“ und begibt sich in das abgelegene, unruhige und von allerlei lichtscheuem Gesindel bevölkerte Grenzstädtchen. Dort gerät er, getarnt als Ingenieur, bald zwischen sämtliche Stühle. Umringt von korrupten Grenzbeamten und cholerischen Hacienderos, grobschlächtigen Cowboys und feurigen Señoritas, hat er schließlich alle Hände voll zu tun, um Ordnung in diese gesetzlose Grenzregion zu bringen.
Wieder einmal hilft ihm dabei der glückliche Zufall, als er zwischen all seinen großen und kleinen Abenteuern ganz en passant den finsteren Drogenbaron festnimmt und darüber hinaus einen international gesuchten Gangster festsetzen kann. Nebenbei kann Sergeant Berry mit seinem herzerfrischenden Haudegen-Charme auch noch das Herz der ebenso heißblütigen wie schönen Ramona de Garcia erobern, deren Vater, ein Großgrundbesitzer, durch Berrys beherztes Eingreifen vor einem Mordkomplott bewahrt wird.

## Produktionsnotizen
Dem Film lag der gleichnamige Roman von Robert Arden zugrunde; die Dreharbeiten fanden zwischen Juli und Oktober 1938 statt.
Sergeant Berry wurde am 22. Dezember 1938 in München uraufgeführt. Die Berliner Erstaufführung fand am 26. Januar 1939 statt.
Bis November 1942 wurde der Film auch noch in den Niederlanden, in Dänemark, Ungarn, Schweden, Frankreich und in Finnland aufgeführt.
Der mit einer Jüdin verheiratete Filmkomponist Hans Sommer durfte bei Sergeant Berry nur mit Sondergenehmigung arbeiten. Es sollte Sommers letzter deutscher Film bleiben. Er verließ mit seiner Frau wenige Monate später Deutschland und emigrierte in die USA.
Gerd Höst, auch Gerd Høst, war eine norwegische Schauspielerin und Schriftstellerin, die, um in Deutschland Irritationen aufgrund ihres männlichen Vornamens zu vermeiden, bei Sergeant Berry auch unter dem Künstlernamen Gerda Höchst geführt wurde.
Mit Mohamed Husen und Louis Brody spielten die beiden bekanntesten farbigen Kleindarsteller des Dritten Reichs in ein und demselben Film mit.
Fritz Maurischat entwarf die Bauten zu Sergeant Berry, Paul Markwitz und Artur Schwarz führten sie aus. Die Kostüme stammen aus der Hand von Herbert Ploberger.

## Kritiken
„Ein Film, der nichts ernst nimmt, sich über den guten alten Kintopp lustig macht und dabei selbst nur komisch genommen werden will!“; so lautet das Fazit des Programmheftes zu Sergeant Berry.
Das Lexikon des Internationalen Films schrieb: „Vergnügliche Kriminal- und Abenteuerfilm-Parodie.“
Kay Wenigers 'Zwischen Bühne und Baracke' befand, bei Sergeant Berry handele es sich „um turbulentes und bisweilen ironisches, stets aber spannendes Actionkino, das sich eindeutig an amerikanischen Vorbildern orientierte.“